# Pan de Peace!
Pan de Peace! (jap. パンでPeace! Pan de pīsu) – czteropanelowa manga autorstwa Emily, publikowana na łamach magazynu „Comic Cune” wydawnictwa Media Factory od sierpnia 2014 do listopada 2017.
Na jej podstawie studio Asahi Production wyprodukowało serial anime, który emitowano od kwietnia do czerwca 2016.

## Fabuła
Seria opowiada o Minami Tani, nieśmiałej dziewczynie, która niedawno zaczęła naukę w liceum i uwielbia jeść wszelkiego rodzaju wypieki. Jej upodobania podzielają również koleżanki z klasy – niezawodna Yū, zajmująca się pieczeniem Fuyumi i niezależna Noa.

## Bohaterowie
- Minami Tani (jap. 谷 みなみ Tani Minami)

Seiyū: Ibuki Kido 
- Yū Aizawa (jap. 逢沢 ゆう Aizawa Yū)

Seiyū: Erii Yamazaki 
- Fuyumi Fukagawa (jap. 深川 ふゆみ Fukagawa Fuyumi)

Seiyū: Moe Toyota 
- Noa Sakura (jap. 佐倉 のあ Sakura Noa)

Seiyū: Nichika Ōmori 
- Ami Sakura (jap. 佐倉 あみ Sakura Ami)

Seiyū: Natsuko Hara 
- Mai Kawai (jap. 河合 まい Kawai Mai)

Seiyū: Madoka Asahina 

## Manga
Seria ukazywała się w magazynie „Comic Cune” od 27 sierpnia 2014 do 27 listopada 2017. Wydawnictwo Media Factory zebrało ją w pięciu tankōbonach, wydanych między 27 sierpnia 2015 a 27 grudnia 2017.
| Nr | Data wydania (język japoński) | ISBN (język japoński)  |
| -- | ----------------------------- | ---------------------- |
| 1  | 27 sierpnia 2015              | ISBN 978-4-04-067744-6 |
| 2  | 26 marca 2016                 | ISBN 978-4-04-068160-3 |
| 3  | 27 października 2016          | ISBN 978-4-04-068618-9 |
| 4  | 27 marca 2017                 | ISBN 978-4-04-069103-9 |
| 5  | 27 grudnia 2017               | ISBN 978-4-04-069472-6 |

## Anime
Telewizyjny serial anime, wyprodukowany przez studio Asahi Production, był emitowany w Japonii między 4 kwietnia a 27 czerwca 2016. Za reżyserię odpowiadał Hatsuki Tsuji, scenariusz napisała Momoko Murakami, a postacie zaprojektowała Shizue Kaneko. Motywem otwierającym jest „Seishun wa tabemono desu” (jap. 青春は食べ物です) autorstwa Petit Milady. Prawa do streamingu serii nabył Crunchyroll.